# Henckelia ridleyana
Henckelia ridleyana är en tvåhjärtbladig växtart som beskrevs av A. Weber. Henckelia ridleyana ingår i släktet Henckelia och familjen Gesneriaceae. Inga underarter finns listade i Catalogue of Life.